# Stade du 3-Avril
Le stade du 3-Avril est un stade de football situé à Nzérékoré, dans le Sud de la république de Guinée. C'est le seul stade de la préfecture de Nzérékoré.

## Historique
En août 2023, le stade a accueilli un tournoi entre 20 clubs régionaux ,. L'infrastructure est en mauvais état depuis plusieurs années. Les travaux de rénovation du stade ont commencé en 2008, mais ont été interrompus par la suite, en partie à cause de l'instabilité politique. Le stade aurait un terrain boueux, un toit à moitié fini, des tribunes inachevées et des toilettes et des guichets non construits,  ,. Bien que les athlètes aient continué à s'entraîner et à jouer dans le stade, il a également été signalé que la structure était utilisée par des consommateurs de drogue locaux.
Les autorités locales essayaient depuis des années d'obtenir des fonds pour améliorer la structure .

### Bousculade du1erdécembre 2024
Le 1er décembre 2024, une bousculade parmi les spectateurs au stade ont fait au moins 56 morts . Des organisations de la société civile ont déclaré 140 personnes morts, 11 disparues, la plupart étant des enfants.